# Peter Norman
Peter George Norman (* 15. Juni 1942 in Melbourne; † 3. Oktober 2006 ebenda) war ein australischer Leichtathlet. Der größte Erfolg des Sprinters war der Gewinn der Silbermedaille im 200-Meter-Lauf bei den Olympischen Sommerspielen 1968 in Mexiko-Stadt. Seine damalige Zeit von 20,06 Sekunden ist immer noch australischer Landesrekord über diese Distanz.
Berühmt wurde er durch seine Solidarität mit den 1968 gegen Rassismus protestierenden Sportlern Tommie Smith und John Carlos.

## Olympische Spiele
Die Bilder von der Siegerehrung erregten international großes Aufsehen. Beim Abspielen der Nationalhymne reckten die beiden US-amerikanischen Sprinter Tommie Smith, der Goldmedaillen-Gewinner, und John Carlos die Faust zum Gruß der Black-Power-Bewegung nach oben. Peter Norman trug während der Zeremonie als Zeichen der Solidarität eine Plakette der Menschenrechtsbewegung Olympic Project for Human Rights (OPHR) an seinem Trainingsanzug. Norman war auch derjenige, der vorschlug, Smith und Carlos sollten für den Gruß ihre schwarzen Handschuhe teilen, nachdem Carlos sein Paar vergessen hatte.
John Carlos erinnerte sich später, dass er und Tommie Smith Peter Norman zuvor befragt hatten, ob er an die Menschenrechte und an Gott glaube, was er bejaht habe. Auf die Frage hin, was er über ihren Protest denke, habe er gesagt, er werde zu ihnen stehen (eng. „I’ll stand with you“) und Carlos meint, anstelle der von ihm erwarteten Angst in den Augen Normans nur Liebe gesehen zu haben.

## Sportliche Karriere
Bis 1970 konnte er seine auch international recht erfolgreiche Karriere fortsetzen, was sich in Siegen bei den Pacific Conference Games im Jahre 1969 über 200 m in 21,0 s und mit der Staffel im 4 × 100 m Sprint zeigte. Bei den British Commonwealth Games 1970 in Edinburgh erreichte er im Sprintfinale über 200 m in 20,86 s einen achtbaren 5. Platz. Ab der Saison 1971 ließ seine Leistungsfähigkeit auch verletzungsbedingt nach. So konnte sich Norman 1972 für die Olympischen Spiele in München als Dritter der australischen Meisterschaft über die 200 m in 21,6 s (bei starkem Gegenwind) nicht qualifizieren, er verfehlte dabei die Olympianorm von 20,9 s. Zuvor hatte Norman die Olympianorm mehrmals erfüllt, es wurden jedoch die Ergebnisse bei den australischen Meisterschaften als einziges Kriterium festgelegt. Nach Aussage Normans durfte er aus politischen Gründen nicht teilnehmen. Australien nominierte für die olympischen Spiele in München keine Sprinter.

## Wirkung
Zu den Olympischen Sommerspielen 2000 in Sydney war dem Australischen Olympischen Komitee (AOC) „aus finanziellen Gründen“ die Übernahme der Kosten seiner Teilnahme als Besucher nicht möglich. Dennoch konnte er als Besucher auf Einladung von amerikanischen Athleten teilnehmen. Im Jahre 2012 kam es zu einer parlamentarischen Entschuldigung gegenüber Norman in Bezug auf das vorgebliche Fehlverhalten des AOC im Zusammenhang mit seiner Nichtnominierung im Jahre 1972 und der Nichtübernahme der Kosten seines Besuches bei den Spielen in Sydney 2000. Das AOC widersprach diesen Darstellungen und legte „dezidierte“ Nachweise der tatsächlichen Abläufe und seiner Norman betreffenden Entscheidungen zu den Spielen 1968 und 2000 vor.
Bis zuletzt hatte er ein freundschaftliches Verhältnis zu den beiden US-Amerikanern. Nachdem er am 3. Oktober 2006 im Alter von 64 Jahren an den Folgen eines Herzinfarkts gestorben war, gehörten Smith und Carlos zu seinen Sargträgern.
Auf dem Campus der San José State University wurde eine Siegertreppe aus Bronze mit Smith und Carlos auf den Stufen in Lebensgröße aufgestellt. Der Platz von Norman blieb frei. Carlos erklärte in einem Interview, dass die Ausführung Normans Wunsch entspricht. Der leere Platz soll Besucher animieren es ihm nachzutun und seinen Protest zu teilen.

## Rezeption
2008 wurde auf dem Sydney Film Festival der Film Salute von Matt Norman, dem Neffen von Peter Norman gezeigt. Der Neffe erzählt darin die Geschichte des engagierten Athleten.